# Minecraftシリーズ
Minecraftシリーズ（マインクラフトシリーズ）は、ビデオゲーム『Minecraft』を基に開発され、展開されるメディアミックスである。主にMojang Studiosによって開発されている。このシリーズは5つのビデオゲームの他、様々な書籍、商品、イベント、劇場映画で構成されている。2014年にマイクロソフトがMojang Studiosを買収し、以降、Minecraftシリーズのゲーム作品はマイクロソフトから発売されている。

## Minecraft
Minecraftは、Mojangが開発し、発売した3Dサバイバルサンドボックスゲームであり、複数のプラットフォームで展開されている。2009年にインディーゲーム開発者のマルクス・ペルソンによって最初に制作され、2011年にイェンス・バーゲンステンに開発が引き継がれた。本作には達成すべき特定の目標は存在せず、プレイヤーはゲームのプレイ方法を自由に選択できる。ゲームプレイは一人称視点であり、中心となるゲームモードには、プレイヤーが世界を構築して健康状態を維持するために資源を獲得する必要があるサバイバルモード（プレイヤーが死亡した後に世界が削除される「ハードコアモード」が設定に存在する）と、無制限の資源があり、空腹がなく、空中移動ができるクリエイティブモードがある。ゲームの世界は、土、石、鉱石、丸太、水、溶岩などの様々な素材を表現するボクセル（一般に「ブロック」と呼ばれる立方体）で構成され、3次元グリッド上に配置されている。本作のゲームプレイは、プレイヤーが自由に世界中を探索しながら、これらのオブジェクトを自由に収集し、配置することを中心に繰り広げられる。

## 派生作品
| 2011 | Minecraft                       |
| 2012 |                                 |
| 2013 |                                 |
| 2014 |                                 |
| 2015 | Minecraft: Story Mode           |
| 2016 |                                 |
| 2017 | Minecraft: Story Mode: Season 2 |
| 2018 |                                 |
| 2019 | Minecraft Earth                 |
| 2020 | Minecraft Dungeons              |
| 2021 |                                 |
| 2022 |                                 |
| 2023 | Minecraft Legends               |

### Minicraft
『Minicraft』は、Minecraftシリーズの生みの親であるマルクス・ペルソンが2011年に制作した2D見下ろし型アクションゲームである。第22回Ludum Dareゲームジャムコンテストに提出するために48時間で開発された。リリース当時は、Minecraftの「続編」だと報じられていた。

### Minecraft: Story Mode
『Minecraft: Story Mode』は、Telltale GamesがMojangと共同開発したエピソード形式のスピンオフゲームであり、2014年12月に発表された。5つのエピソードとダウンロードコンテンツで追加できる3つのエピソードがある。物語性があり、プレイヤーの選択が進行に影響する。2015年10月13日にWindows、OS X、iOS、PlayStation 3、PlayStation 4、Xbox 360、Xbox Oneでダウンロード版がリリースされた。全エピソードにアクセスできるパッケージ版は、10月27日に前述の4つのコンシューマーゲーム用にリリースされた。Wii U版とNintendo Switch版は2017年に利用可能になった。2018年後半から2022年12月5日までの間、Netflixでのみ、最初の5つのエピソードのみが配信されていた。本作の最初のトレーラーは2015年7月4日のMineconで公開され、複数のゲーム内容が公開された。本作では、プレイヤーはジェシー（声優はパットン・オズワルトとキャサリン・テイバー）を操作し、世界を救うために、友人と共に、エンダードラゴンを倒した4人の冒険家である「The Order of the Stone」を探す旅に出る。ブライアン・ポゼーン、アシュレー・ジョンソン、スコット・ポーター、マーサ・プリンプトン、デイブ・フェノイ、コリー・フェルドマン、ビリー・ウェスト、ポール・ルーベンスが声優として出演している。

#### Minecraft: Story Mode: Season 2
シーズン2は2017年7月から12月にかけてリリースされた。シーズン1のストーリーの続きであり、プレイヤーの選択がゲーム内の要素に影響を与える。パットン・オズワルトとキャサリン・テイバー、アシュレー・ジョンソン、スコット・ポーターが新シーズンでも声優として出演した。シーズン2では、Telltaleが『Batman: The Telltale Series』で導入した新たなクラウドプレイ機能をサポートしており、Twitchやその他のストリーミングサービスを使用して最大2,000人の視聴者が、配信者のゲーム内での選択に投票できる。シーズン2は、シーズン1と共に、2019年6月25日にサービスを終了した。終了前に購入済みのエピソードをダウンロードするようアナウンスされた。

### Minecraft Earth
『Minecraft Earth』は、Mojang Studiosが開発し、Xbox Game Studiosからリリースされた拡張現実サンドボックスゲームである。本作は、ビデオゲーム『Minecraft』のスピンオフであり、2019年5月に初めて発表された。Android、iOS、iPadOSで利用できた。本作では、プレイヤーは拡張現実の世界と触れ合い、Minecraftの構造物やオブジェクトを構築することができる。また、構築されたものは他のプレイヤーによって変更することができる。本作は、リソースの収集などの『Minecraft』のゲームプレイの多くを拡張現実で実装した。2019年7月にベータ版がリリースされた。本作は無料でプレイでき、2019年10月に早期アクセスがリリースされた。2021年6月30日にサービスを終了し、アプリでゲーム内購入を行ったプレイヤーには『Minecraft』のBedrock版とBedrock版で使用できるゲーム内通貨が配布された。

### Minecraft Dungeons
『Minecraft Dungeons』は、Mojang StudiosおよびDouble Elevenによって開発されたアクションアドベンチャーゲームである。Xbox Game Studiosから発売された。本作はMinecraftのスピンオフであり、2020年5月26日にNintendo Switch、PlayStation 4、Windows、Xbox One向けに発売された。本作は様々な評価を受けた。多くの人がこのゲームを楽しくて魅力的だと考え、そのビジュアルと音楽を賞賛した。一方で、単純なゲームプレイと手続き型生成の使用は賛否両論があり、短編的で深くないストーリーは批判された。本作はハックアンドスラッシュ型ダンジョンアドベンチャーゲームであり、クォータービューで描画されている。ダンジョンは、手続き型生成や手作業で作られており、『Minecraft』に登場するモンスターの亜種がいる。プレイヤーは、ダンジョンを探索し、罠やパズル、ボス、宝探しを攻略していく。

#### Minecraft Dungeons Arcade
2021年初頭、MojangはMinecraft Dungeonsのアーケード版を発表した。アーケード版は4人での協力プレイに対応しており、セーブ機能がないため、その代わりとしてプレイ後に手に入る物理的なカードがセーブ機能の役割を果たしている。

### Minecraft Legends
Minecraft Legendsは、Mojang StudiosとBlackbird Interactiveが開発したストラテジーゲームである。2022年6月12日に発表され、2023年4月18日に発売された。2024年1月11日にアップデートが終了された。

## 映画
『Minecraft』の実写映画化作品。2025年公開予定。

## アニメシリーズ
2024年5月、Minecraftの最初のバージョンが発売されてから15周年を迎えた際、Minecraftシリーズに基づいたアニメーションシリーズがWildBrainとMojangによって制作されることが発表された。このシリーズは「新しいキャラクターが登場するオリジナルストーリーで、Minecraftの世界を新たな視点で描く」と説明されている。このシリーズはNetflixで配信される予定だが、配信時期は未定である。

## 書籍

### 公式小説
Minecraftの世界を舞台にした公式小説が複数出版されている。日本語訳は技術評論社と竹書房より刊行されている。
- マックス・ブルックス『Minecraft: The Island』デル・レイ・ブックス、2017年7月18日。ISBN 9780399181771。[38]
  - 北川由子 訳『マインクラフト はじまりの島』竹書房、2018年7月。ISBN 978-4-8019-1534-3。
- トレイシー・バティースト『Minecraft: The Crash: An Official Minecraft Novel』デル・レイ・ブックス、2018年7月10日。ISBN 9780399180668。[39]
  - 金原瑞人 訳『マインクラフト こわれた世界』竹書房、2019年3月。ISBN 978-4-8019-1592-3。
- ムア・ラファティ『Minecraft: The Lost Journals: An Official Minecraft Novel』デル・レイ・ブックス、2019年7月9日。ISBN 9780399180699。[39]
  - 金原瑞人・松浦直美 訳『マインクラフト なぞの日記』竹書房、2019年12月。ISBN 978-4-8019-2113-9。
- キャサリン・M・ヴァレンテ『Minecraft: The End: An Official Minecraft Novel』デル・レイ・ブックス、2019年12月3日。ISBN 9780399180729。[39]
  - 金原瑞人・松浦直美 訳『マインクラフト ジ・エンドの詩』竹書房、2020年8月。ISBN 978-4-8019-2197-9。
- マックス・ブルックス『Minecraft: The Mountain: An Official Minecraft Novel』デル・レイ・ブックス、アメリカ合衆国、2021年3月2日。ISBN 978-0-593-15915-6。[40]
  - 北川由子 訳『マインクラフト つながりの山』竹書房、2021年12月。ISBN 978-4-8019-2926-5。
- ニック・エリオポラス『Minecraft Stonesword Saga: Crack in the Code』Random House Books for Young Readers、2021年8月5日。ISBN 9780593372982。[41]
  - 酒井章文 訳『マインクラフト おかしなコード (石の剣のものがたりシリーズ1)』技術評論社、2019年12月。ISBN 978-4-297-13210-1。
- ニック・エリオポラス『Minecraft Stonesword Saga: Mobs Rule』Random House Books for Young Readers、2022年3月17日。ISBN 9780008512385。[41]
  - 酒井章文 訳『マインクラフト モブのたくらみ（石の剣のものがたりシリーズ2）』技術評論社、2023年5月。ISBN 978-4-297-13507-2。
- ニック・エリオポラス『Minecraft Stonesword Saga: New Pets on the Block』Random House Books for Young Readers、2022年6月28日。ISBN 9780008495961。[41]
  - 酒井章文 訳『マインクラフト ペットをすくえ!（石の剣のものがたりシリーズ3）』技術評論社、2023年12月。ISBN 978-4-297-13881-3。
- マックス・ブルックス『Minecraft: The Village: An Official Minecraft Novel』デル・レイ・ブックス、アメリカ合衆国、2023年10月17日。ISBN 9780593159187。[42]
  - 北川由子 訳『マインクラフト さいはての村』竹書房、2024年12月。ISBN 978-4-8019-4281-3。

### その他の書籍
- 『Minecraft: The Unlikely Tale of Markus "Notch" Persson and the Game That Changed Everything』は、Daniel GoldbergとLinus Larssonが執筆し、Jennifer Hawkinsが翻訳した、Minecraftとその制作者であるマルクス・ペルソン（Notch）の物語を描いた本である。この本は2013年10月17日に発売された。
- 2016年10月、Minecraftシリーズを舞台にしたグラフィックノベル『Trayaurus and the Enchanted Crystal（英語版）』がYouTuberのDanTDMから出版され、ニューヨーク・タイムズのベストセラーリストのハードカバーグラフィックブック部門で第1位を獲得し、11週間連続でその座を維持した[43][44]。
- 『Gameknight999（英語版）』は、デジタルのMinecraftの世界に転送され、敵対者Herobrine巻き込んだ恐ろしい冒険を経験する主人公を描いた6部作のシリーズである。最初の3部作は、2015年2月にニューヨーク・タイムズのベストセラーの上位10位以内に位置づけられた。
- 『MINECRAFT〜世界の果てへの旅〜』は、『Minecraft』を題材にした瀬戸カズヨシによる日本の漫画作品。『月刊コロコロコミック』（小学館）にて2020年5月号から連載されている。2024年10月時点で単行本の累計発行部数は60万部を突破している[45]。

## テーブルゲーム
Minecraftの公式関連ゲームとして、3つのテーブルゲームが制作されている。そのうちの2つはカードゲームで、それぞれマテル社が2015年に制作した『Minecraft Card Game?』と、2016年に制作した『Uno Minecraft』である。
2019年末には、Minecraftのボードゲーム版である『Minecraft: Builders & Biomes』が発表された。このゲームは家庭向けで、2-4人のプレイヤーに対応しており、Ravensburgerから発売された。プレイヤーはオーバーワールドを探索し、建造物を建設し、資源を採掘して、最も多くのポイントを獲得することを目指す。2020年末には、『Minecraft: Farmer's Market Expansion』というタイトルのテーブルゲームの拡張版が発売され、プレイヤーが野菜を生産できる新たな農場バイオームが追加された。

## 商品

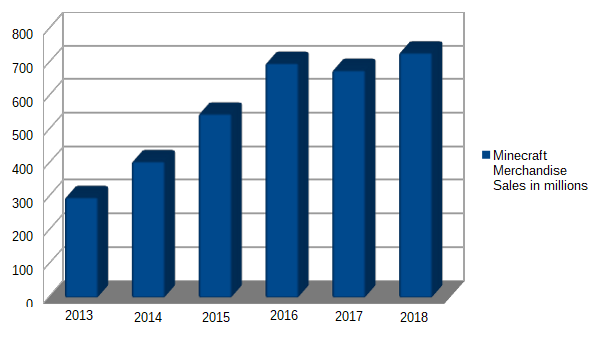
Minecraft関連商品の売上は数百万米ドルに達する。

### レゴ マインクラフト
Minecraftを基にした最初のレゴセットは、2012年6月6日に発売された。「Micro World」と呼ばれるこのセットは、ゲーム内に登場する森を小さく再現したもので、レゴでできたMinecraftのデフォルトのプレイヤーキャラクターとクリーパーが含まれている。Mojangは、2011年12月にMinecraft商品のコンセプトをLego Cuusooプログラムに提案し、瞬く間にユーザーから10,000票を獲得したため、レゴはコンセプトの見直しを行った。Lego Cuusooは2012年1月にこのコンセプトを承認し、Minecraftを基にしたセットの開発を開始した。ゲームに登場するネザーと村を基にした2つのセットが2013年9月1日に発売された。4番目のセットであるジ・エンドは2014年6月に発売された。通常サイズより大きな6つのレゴ・ミニフィギュアセットが2014年11月に発売され、以来、毎年さらに多くのセットが発売されている。

### その他の商品
MojangはオンラインゲームグッズストアのJinxとコラボレーションすることが多く、衣類、フォーム製のツルハシ、ゲーム内に登場する生物のおもちゃなどのMinecraft関連商品を販売している。2012年5月までに、Minecraft関連商品の売上は100万ドルを超えた。Tシャツと靴下が最も人気のある商品であった。2013年3月、Mojangは子供向け書籍出版社であるエグモント・グループと契約を結び、Minecraftのハンドブック、年鑑、ポスターブック、雑誌を作成した。MinecraftのキャラクターであるスティーブとアレックスのAmiiboは2022年9月に発売され、ビデオゲーム『大乱闘スマッシュブラザーズ SPECIAL』と互換性がある。2021年、オーストラリア郵便公社はMinecraftの切手パックを作成した。

## イベント

### Minecon
Minecon（「MineCon」または「MINECON」と表記）は、Minecraftに特化した公式のコンベンションである。第1回は2011年11月にラスベガスのマンダレイ・ベイホテルアンドカジノで開催された。MineCon 2011のチケット4,500枚はすべて10月31日までに完売した。このイベントでは、Minecraftの正式リリース、マルクス・ぺルソンなどによる基調講演、建築コンテスト、コスチュームコンテスト、大手ゲーム企業およびMinecraft関連企業による展示、記念商品、Mojangの従業員およびMinecraftコミュニティの著名な貢献者によるサイン会と写真撮影会などが行われた。MineConの後には、デッドマウスによるアフターパーティー、「Into The Nether」が開催された。MineConの参加者全員に、Mojangのゲーム『Scrolls』のアルファ版とOxeye Game Studiosが開発したゲームである『Cobalt』のロックを解除する無料コードが配布された。同様のイベントが11月にディズニーランド・パリで開催されたMineCon 2012でも行われた。2012年のイベントのチケットは2時間以内に完売した。MineCon 2013は11月にオーランドで開催された。MineCon 2015は7月にロンドンで開催された。MineCon 2016は9月にアナハイムで開催された。MineCon 2017は、会場で行わず、ライブストリーミング形式で11月に開催され、「MINECON Earth」と題された。
MineCon Earth 2018は2017年のイベントと同様の形式を踏襲したが、Mojangの拡張現実ゲーム『Minecraft Earth』との混同を避けるため、2019年に「MINECON Live」に改名された。

### Minecraft Festival
MineCon Live 2019で、Mojangは2020年9月25日から27日にフロリダ州オーランドで開催される対面イベント、Minecraft Festivalを発表した。このイベントはその後、新型コロナウイルス感染症の世界的流行により無期限に延期された。

### Minecraft Live
2020年9月3日、Mojangは延期されたMinecraft Festivalに代わる新たなライブストリーミングイベントを開催すると発表した。このイベントは2020年10月3日に開催され、Minecraftの「Caves and Cliffs（洞窟と崖）」アップデートの機能が紹介された。2回目のMinecraft Liveは2021年10月16日に開催され、Caves and Cliffsアップデート第2弾の詳細が紹介されたほか、「Wild Update（ワイルド・アップデート）」の機能の発表と紹介が行われた。3回目のMinecraft Liveは2022年10月15日に開催され、Wild Updateと（当時は）名称が未定の次のアップデートの機能の詳細が発表された。

## 業績
Minecraftシリーズは幅広いコンテンツにまたがっている。2021年後半には、YouTubeでMinecraft関連動画の再生回数が1兆回を達成した。ビデオゲームの『Minecraft』は、『テトリス』や『グランド・セフト・オートV』を上回る3億本以上を売り上げており、史上最も売れたビデオゲームである。